# Liste der Kulturdenkmale in Tauberbischofsheim

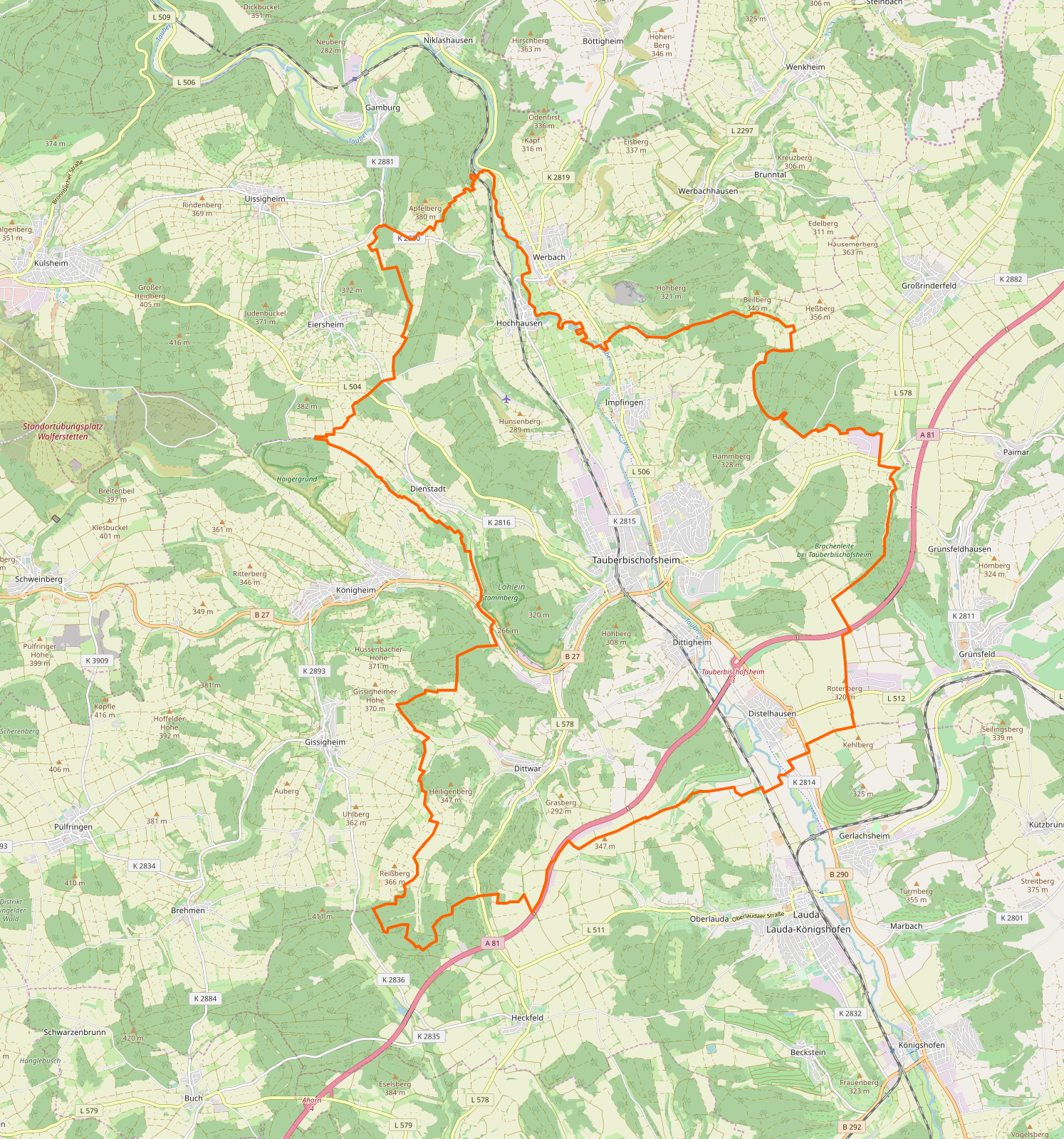
Gemarkung und Lage der Stadt Tauberbischofsheim mit allen Stadtteilen

In der Liste der Kulturdenkmale in Tauberbischofsheim sind unbewegliche Bau- und Kunstdenkmale aller Stadtteile von Tauberbischofsheim aufgeführt. Grundlage für diese Liste ist die vom Regierungspräsidium Stuttgart herausgegebene Liste der Bau- und Kunstdenkmale mit Stand vom 15. Februar 2012.
Der Artikel ist Teil der übergeordneten Liste der Kulturdenkmale im Main-Tauber-Kreis. Diese Liste ist nicht rechtsverbindlich. Eine rechtsverbindliche Auskunft ist lediglich auf Anfrage bei der Unteren Denkmalschutzbehörde der Stadt Tauberbischofsheim erhältlich.
Der Main-Tauber-Kreis, mit der Kreisstadt Tauberbischofsheim, ist nach Bernhard Losch der Landkreis in Baden-Württemberg mit den meisten erhaltenen Sühnekreuzen. So gibt es allein achtzehn bekannte Mord- und Sühnekreuze in Tauberbischofsheim sowie vier Freilandkreuzwege, davon drei mit vierzehn und einer mit sieben Stationen. Auch andere Kleindenkmale wie beispielsweise Bildstöcke, Grenzsteine und Statuen blieben im Stadtgebiet zahlreich erhalten. Der Grund liegt nach Losch in der seit dem Mittelalter durchgehend landwirtschaftlichen Struktur des Kreises. Es kam in der Neuzeit zu keiner Verdichtung von Siedlung und Industrie wie in den Ballungsgebieten, so dass diese Kulturdenkmale im Freiland weitgehend erhalten blieben. So gibt es in Tauberbischofsheim und seinen Stadtteilen mehrere Hundert Kulturdenkmale. Daher ist diese Liste in Teillisten für die einzelnen Stadtteile Tauberbischofsheims aufgeteilt.

## Aufteilung nach Stadtteilen
Zwischen den Denkmallisten kann über eine nach den Nummern der Stadtteile sortierte Navigationsleiste gewechselt werden.
| Nr. | Stadtteil                | betrifft |
| --- | ------------------------ | --- |
| 01  | Dienstadt                | das Dorf Dienstadt |
| 02  | Distelhausen             | das Dorf Distelhausen mit dem Wohnplatz Bahnstation Distelhausen |
| 03  | Dittigheim               | das Dorf Dittigheim mit dem Weiler Hof Steinbach sowie der abgegangenen Ortschaft Losenhofen |
| 04  | Dittwar                  | das Dorf Dittwar mit den Wohnplätzen Lerchenrain und Siedlung Heidenkessel sowie der abgegangenen Ortschaft Willetzheim |
| 05  | Hochhausen               | das Dorf Hochhausen mit der abgegangenen Ortschaft Rückertshöflein |
| 06  | Impfingen                | das Dorf Impfingen mit dem Wohnplatz Hohenstraße sowie der abgegangenen Siedlung Fahrental im Fahrentalsgraben |
| 07  | Tauberbischofsheim-Stadt | die Kernstadt Tauberbischofsheim, die aufgegangenen Wohnplätze Tauberbischofsheim über der Tauberbrücke und An der Königheimer Straße, die Wohnplätze am Bahnhof Dittwar, an der ehemaligen Kurmainz-Kaserne (Laurentiusberg) und am Industriepark A 81 |